# Botrychium matricariifolium
Botryche à feuilles de Matricaire
Espèce
Le Botryche à feuilles de Matricaire (Botrychium matricariifolium) est une petite fougère vivace de la famille des Ophioglossaceae et du genre Botrychium. Principalement montagnarde, cette espèce rare et protégée affectionne essentiellement les pelouses rases sur terrain siliceux et est présente dans les régions tempérées et froides de l'hémisphère nord.
« Botrychium » vient du grec « botrus », grappe (allusion à l'aspect des fructifications). « Matricariifolium », quant à lui, vient de la ressemblance du limbe avec celui des plantes du genre Matricaria.

## Description
Plante vivace de 8 à 20 cm de hauteur, Botrychium matricariifolium porte sur le même pétiole une partie végétative et une partie fertile à l'instar de ses congénères, les Botryches. Le limbe stérile est courtement pétiolé, plus long que large et présente une ébauche de nervure centrale. Il est une fois divisé, ses divisions étant étroites mais bien séparées et ses divisions ultimes étant petites, arrondies ou crénelées mais jamais aigües. La partie fructifère, quant à elle, est une grappe ramifiée dépassant à maturité le limbe stérile. Une fois la libération des spores effectuée, la partie aérienne disparait, ses apparitions étant irrégulières. Il est possible de confondre cette espèce avec Botrychium lanceolatum, chez qui le limbe stérile est sessile.

## Écologie
Plante dont la zone de prédilection se situe au centre nord du continent européen, Botrychium matricariifolium est disséminée de la Scandinavie jusqu'aux Alpes et aux Carpates et vers l'Est jusqu'en Russie. Elle est également présente en Amérique du Nord, dans le Nord-Est des États-Unis et le Sud-Est du Canada.
En France, cette espèce est extrêmement localisée car en limite de son aire européenne. Elle est principalement présente dans le nord de la Lorraine et de l'Alsace. De rares stations existent dans les Pyrénées, le Massif central, la Corse et les Alpes.
Contrairement à Botrychium lunaria, cette espèce est beaucoup plus rare et est présente sur une plus large gamme altitudinale, de 300 m à 1 600 m. Néanmoins, à mesure que l'on se rapproche du nord de l'Europe, les populations de plaine augmentent jusqu'à atteindre le niveau de la mer.
Ce taxon se développe essentiellement à découvert dans les pelouses rases naturelles ou d'origine humaine essentiellement sur terrain acide siliceux. Concrètement, elle affectionne les vides de prairies de fauches ou de pâtures ainsi que les bordures de landes à genêts. Il est également envisageable de la rencontrer sur des éboulis fixés, des moraines voire des arrière-dunes fixées. Enfin, à l'instar de Botrychium lunaria, à mesure que l'on se rapproche du nord de l'Europe, les populations tolèrent un certain ombrage. De ce fait, elle se développe également dans les sous-bois de feuillus mixtes telles que les hêtraies-frênaies ou de pessières.

## Protection
Ce taxon est protégé au niveau international par la Convention de Berne en Annexe I. En France, il est également protégé au niveau national en Article 1.

## Référence taxonomique
- (en) JSTOR Plants : Botrychium matricariifolium  (consulté le 29 août 2014)
- (en) Catalogue of Life : Botrychium matricariifolium (Döll) A. Braun ex Koch (consulté le 17 décembre 2020)
- (en) Flora of North America : Botrychium matricariifolium  (consulté le 29 août 2014)
- (en) GRIN : espèce Botrychium matricariifolium  (Doll) A. Braun ex W. D. J. Koch (consulté le 29 août 2014)
- (fr) INPN : Botrychium matricariifolium  (A.Braun ex Döll) W.D.J.Koch, 1846 (TAXREF)  (consulté le 29 août 2014)
- (fr + en) ITIS : Botrychium matricariifolium  (A. Braun ex Dowell) A. Braun ex W.D.J. Koch (consulté le 29 août 2014)
- (en) NCBI : Botrychium matricariifolium (taxons inclus) (consulté le 29 août 2014)
- (en) The Plant List : Botrychium matricariifolium (Döll) A. Braun ex W.D.J. Koch  (source : Tropicos.org) (consulté le 29 août 2014)
- (en) Tropicos : Botrychium matricariifolium (Döll) A. Braun ex W.D.J. Koch  (+ liste sous-taxons) (consulté le 29 août 2014)
- (fr) Tela Botanica (France métro) : Botrychium matricariifolium